# Brzi filteri za prečišćavanje vode
Brzi filteri za prečišćavanje vode su vrsta peščanih filtera koji se najćešće koristi u sistemima za kondicioniranje vode za piće. Brzo prečišćavanje nastaje propuštanjem vode  kroz celi filterski sloj za razliku od sporog prečišćavanja koje koristi prečičćavanje kroz biološku membranu koju obrazuju mikroorganizmi na površini filterskog sloja. Zato se ono nazivaju i dubinski filtri. Postupak brzog prečišćavanje koji se odvija na brzim filterima primenjuje se za prečišćavanje vode  koja je prethodno prošla postupak taloženja i ima mutnoću najviše 8°NTU.
Ovi filtri rade na relativno velikim brzinama filtriranja, obično 5 do 7 m/h (retko 15 m/h), zavisno od granulometrijskih osobinaa filterskog sloja i vrste filtra. Zbog velike brzine filtriranja, potrebna površina za filtriranje kod ovih filtera je višestruko manja u odnosu na spore filtere. Međutim, kod brzih filtera je prisutna pojava znatno bržeg prljanja, pa nastaje potreba za njihovo češće ispiranja (u proseku 1 do 2 puta dnevno).
Posredstvom dovodnog žleba voda namejenjena filtriranju ravnomerno se raspoređuje iznad filterskog sloja i filtrirajući se prolazi tim slojem. Filterski sloj položen je na nosivu konstrukciju, najčešće montažne armiranobetonske ploče, u koje je ugrađen sistem mlaznica, obično 64 mlaznice po m2. Kroz mlaznice se voda filtrira u donji deo bazena. Filtrirana voda se zatim sakuplja u sabirnom kanalu i odvodi glavnim kanalom (cevovodom) prema rezervoarima čiste vode.

## Namena
Brzim filterima za prečišćavanje vode najčešće se uklanja mutnoća, gvožđe, mangan, ulje, organske materije, boja i bakterije. Ako se koristi neki adsorbent (aktivni ugalj), onda se može odstraniti i neprijatan ukus i miris.

## Karakteristike brzih filtera
Brzi filter dobio je naziv po većoj brzina filtriranja, koja je oko 40 puta veća nego kod sporih filtera (kreće se 4 - 15 m/h (≈ 100 - 360 m/d). U proseku, ova se brzina uzima oko 5 m/h, i na nju 
utiče filterska ispuna koja je krupnija nego kod sporih filtera.  
Pritisak za prolaz vode kroz filter formira se ili putem pumpe ili visinskim rezervoarom. Pritisci pod kojim ovi filteri rade kreću se od 1,5 - 4, pa i 6 bar. Brzina filtriranja je 100 - 120 m/d. U praksi je poznat i tzv. automatski gravitacioni peščani filter (bez zatvarača) sa sifonom koji služi za odvod vode od pranja filtera.
Preporučene vrednosti
- efektivni promer filterskog materijala od 0,45 do 0,55 mm,
- koeficijent jednoličnosti, Ku = 1,5 do 1,7,
- debljina filterskog sloja, hf ≈ 0,7 do 0,8 m,
- dubina vode iznad filterskog sloja, hv ≈ 0,7 do 1,0 m.

Postupak kod prljanja filtera
Kada dođe do prljanja filtera, odnosno maksimalno dopuštenog gubitka pritiska, pristupa se njegovom isključivanju iz rada i pristupa se ispiranju. Pranje filtera se može izvesti pomoću vode ili u kombinaciji vode i vazduha pod pritiskom. Drugi način pranja je češći. Pranje filtra pomoću vode i vazduha zasniva se na naizmeničnom dovođenju čiste vode i zajedno vode i vazduha pod određenim pritiskom u donji deo bazena, i nastaje uzlazno strujanje kroz sistav mlaznica  i filterski sloj. 
Mlaznice filtera
Radi što ravnomernije raspodele vode i vazduha, mlaznice imaju najznačajniju ulogu upravo kod pranja filtra. 
Mlaznica se izrađuje od plastike (najčešće) ili metala, a sastoje se od drške i glave. Na dršci je navoj, koji služi za ugradnje mlaznice u armiranobetonsko dno, i otvor na gornjem delu, i prorez na donjem. Glava mlaznice je sa sistemom proreza čija je dimenzija (obično od 0,35 do 0,70 mm), što onemogućiti iznošenje filterskog materijala za vreme rada filtra. Kroz proreze na mlaznici prečišćava se voda u procesu rada filtera, a ubacuje voda i vazduh za vreme  njegovog pranja.

## Vrste filtera
Prema konstruktivni karakteristikama danas su u upotrebi dve vrste filtera:

### Otvoreni filteri
Otvoreni filter rade pod atmosferskim pritiskom, a efektivni prečnik (def) kreće se u granicama 0,35 - 0,60 mm, a koeficijent uniformnosti (K) 1,60 - 1,70.  

### Filteri pod pritiskom
Ovi filteri su po izgledu zatvorene čelične posude (cilindri) sa pažljivo raspoređenim kvarcnim peskom iznad drenažnog sistema koji je ugrađen na dnu cilindra. Voda koja se filtrira ulazi u filter na gornjem delu cilindra, prolazi kroz filterski sloj i kroz drenažni sistem izlazi iz filtera.
Rad ovog filtera je sličan radu gravitacionog filtera, s tom razlikom što se koagulisana voda dovodi najčešće direktno na filtersku ispunu (bez prethodnog mešanja, flokulacije i taloženja). Gubitak pritiska kroz ovu vrstu filtera je približno isti kao i kod gravitacionih.
Namena
Filteri pod pritiskom se najčešće upotrebljavaju:
- Kada se sirova voda dovodi pod pritiskom i na tretman, a u cilju korišćenja jednog pumpnog agregata.
- Za manje količine vode gde visoka cena brzih gravitacionih filtera nije opravdana
- U kombinaciji sa drugim tipovima filtera u cilju odstranjivanja tvrdoće ili mangana, odnosno gvožđa.

Konstrukcija
Filteri pod pritiskom mogu biti:
- Vertikalni — koji su ograničenog prečnika (0,3 - 3 m)
- Horizontalni  —  koji se koriste za veće kapacitete jer su prečnika oko 2,5 m sa dužinom cilindra 3 - 7 m, ili  više , iako nisu najekonomičniji u odnosu na iskorišćenje zapremine.

## Literatura
- Др.Мунир Јахић, Урбани водоводни системи, Удружење за технологију воде и санитарно инжењерство, Београд, 1988.